# I. e. 216
Évszázadok: i. e. 4. század – i. e. 3. század – i. e. 2. század
Évtizedek: i. e. 260-as évek – i. e. 250-es évek – i. e. 240-es évek – i. e. 230-as évek – i. e. 220-as évek – i. e. 210-es évek – i. e. 200-as évek – i. e. 190-es évek – i. e. 180-as évek – i. e. 170-es évek – i. e. 160-as évek
Évek: i. e. 221 – i. e. 220 – i. e. 219 – i. e. 218 –  i. e. 217 – i. e. 216 – i. e. 215 – i. e. 214 – i. e. 213 – i. e. 212 – i. e. 211

## Események
- Caius Terentius Varrót és Lucius Aemilius Paullust választják consulnak. A consulválasztást elkeseredett politikai csatározás előzte meg, a plebeius Varrót a szenátus ellenére szavazták meg, amely vele szemben vitte át Paullus megválasztását. Jelentősen, mintegy másfélszeresére megnövelik a hadsereg létszámát, így a két consuli sereg kétharmadát újoncok teszik ki.
- II. Hierón szürakuszai király gabonát és katonákat szállíttat Rómába, hogy segítse a Karthágó elleni harcot.
- Hannibal, hogy élelmiszerhez jusson, délre, Apuliába vonul. A két consul itt éri utol, de nem értenek egyet abban, hogy támadjanak-e vagy folytassák Q. Fabius előző évi kifárasztó stratégiáját. Hannibal megpróbál cselt vetni nekik és üresen hagyja a táborát, de két rabszolga elárulja a rómaiaknak, hogy a dombok mögött a punok lesben állnak.
- Hannibal az Aufidus folyónál, Cannae mellett táborozik le. Lovasságának zaklatásával eléri, hogy a támadó kedvű Varro consul kiálljon nyílt ütközetre. Augusztus 2-án a cannaei csatában a római hadsereg legnagyobb vereségét szenvedi el, a források szerint közel 50 ezren esnek el, 18 ezren pedig fogságba esnek. Paullus, valamint több, consuli hivatalt viselt római is meghal.
- A katasztrofális vereség hatására számos - sok esetben korábban fegyverrel meghódított - régió (Campania, Apulia, Samnium, a déli görög városok, az északi gallok) átáll Hannibal oldalára. Capua is megnyitja kapuit és a punok itt telelnek át.
- A csatából menekülő katonákat Marcus Claudius Marcellus fogja össze és megmentik Nola városát és Dél-Campaniát a pun megszállástól.
- Hispaniában Hasdrubal leveri a tartesiusok lázadását. Karthágó utasítja, hogy vonuljon Itáliába és csatlakozzon Hannibalhoz.

### Hellenisztikus birodalmak
- V. Philipposz makedón király támadást intéz Illíria ellen, hogy kivonja a régiót Róma befolyása alól, de nem jár sikerrel.
- Egyiptomban IV. Ptolemaiosz lever egy parasztfelkelést.

## Halálozások
- Lucius Aemilius Paullus, római hadvezér és államférfi
- Cnaeus Servilius Geminus, római hadvezér és államférfi
- Marcus Minucius Rufus, római hadvezér és államférfi

## Fordítás
- Ez a szócikk részben vagy egészben  a(z)   216 BC című angol Wikipédia-szócikk ezen változatának fordításán alapul.  Az eredeti cikk szerkesztőit annak laptörténete sorolja fel. Ez a jelzés csupán a megfogalmazás eredetét és a szerzői jogokat jelzi, nem szolgál a cikkben szereplő információk forrásmegjelöléseként.